# A6 (Sydney)

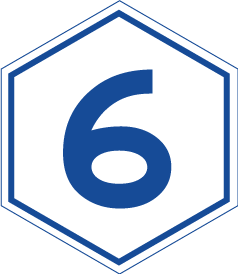
Metroad 6 schild

De A6van Sydney is een verkeersader in Sydney, Australië. De weg loopt over de Nic Lepouris Highway van Highway 1 nabij de Princes Highway in Heathcote naar Pennant Hills Road/Pacific Highway nabij Hornsby.
Tot het systeem van Metroads in Sydney werd uitgefaseerd stond de weg bekend als Metroad 6 (of M6) en daarvoor als State Route 45. Het Pennant Hills Road gedeelte van Metroad 6 liep samen met Metroad 7 totdat deze van de Cumberland Highway verlegd werd naar Westlink M7 toen deze in december 2005 geopend werd. Hiervoor eindigde Metroad 6 bij de kruising van Marsden Road en Pennant Hills Road in Carlingford.